# Chińskie Tajpej na Zimowych Igrzyskach Olimpijskich 1984
Chińskie Tajpej na Zimowe Igrzyska Olimpijskie 1984 reprezentowało 12 zawodników: dziesięciu mężczyzn i dwie kobiety. Jest to trzeci start reprezentacji Republiki Chińskiej na zimowych igrzyskach olimpijskich, a pierwszy pod nazwą Chińskie Tajpej.
Najmłodszym reprezentantem Chińskiego Tajpej na tych igrzyskach był 15-letni narciarz alpejski, Ong Ching-ming, natomiast najstarszy 31-letni biegacz narciarski, Ueng Ming-yih.

## Skład reprezentacji

### Narciarstwo alpejskie
| Mężczyźni      |    |                        |              |    |         |    |              |    |
| Ong Ching-ming | 15 | Slalom gigant mężczyzn | 1:53.03      | 74 | 1:58.94 | 67 | 3:51.97      | 68 |
| Ong Ching-ming | 15 | Slalom mężczyzn        | 1:10.33      | 52 | 1:12.30 | 38 | 2:22.63      | 36 |
| Lin Chi-liang  | 24 | Slalom gigant mężczyzn | 1:52.78      | 72 | 2:03.86 | 72 | 3:56.64      | 71 |
| Lin Chi-liang  | 24 | Slalom mężczyzn        | Nie ukończył | –  | –       | –  | Nie ukończył | –  |

### Biathlon
| Zawodnik      | Wiek (w czasie igrzysk) | Konkurencja    | Czas      | Chybienia | Miejsce |
| ------------- | ----------------------- | -------------- | --------- | --------- | ------- |
| Mężczyźni     |                         |                |           |           |         |
| Ueng Ming-yih | 31                      | 10 km mężczyzn | 45:38,1   | 4         | 63      |
| Ueng Ming-yih | 31                      | 20 km mężczyzn | 1:45:07,0 | 8         | 59      |

### Bobsleje
| Zawodnik       | Wiek (w czasie igrzysk) | Konkurencja      | 1. przejazd | 1. przejazd | 2. przejazd | 2. przejazd | 3. przejazd | 3. przejazd | 4. przejazd | 4. przejazd | Suma    | Suma    |
| Zawodnik       | Wiek (w czasie igrzysk) | Konkurencja      | Czas        | Miejsce     | Czas        | Miejsce     | Czas        | Miejsce     | Czas        | Miejsce     | Czas    | Miejsce |
| -------------- | ----------------------- | ---------------- | ----------- | ----------- | ----------- | ----------- | ----------- | ----------- | ----------- | ----------- | ------- | ------- |
| Mężczyźni      |                         |                  |             |             |             |             |             |             |             |             |         |         |
| Wu Dien-cheng  | 25                      | Dwójki mężczyzn  | 53.92       | 25          | 53.64       | 23          | 53.08       | 22          | 53.71       | 26          | 3:34.35 | 25      |
| Chen Chin-san  | 21                      | Dwójki mężczyzn  | 53.92       | 25          | 53.64       | 23          | 53.08       | 22          | 53.71       | 26          | 3:34.35 | 25      |
| Wu Chung-chou  | 27                      | Dwójki mężczyzn  | 54.53       | 27          | 54.12       | 26          | 53.35       | 25          | 53.44       | 25          | 3:35.44 | 26      |
| Hwang Chi-fang | 19                      | Dwójki mężczyzn  | 54.53       | 27          | 54.12       | 26          | 53.35       | 25          | 53.44       | 25          | 3:35.44 | 26      |
| Wu Dien-cheng  | 25                      | Czwórki mężczyzn | 51.45       | 19          | 52.15       | 24          | 52.03       | 22          | 51.95       | 22          | 3:27.58 | 22      |
| Sun Kuang-ming | 23                      | Czwórki mężczyzn | 51.45       | 19          | 52.15       | 24          | 52.03       | 22          | 51.95       | 22          | 3:27.58 | 22      |
| Wu Chung-chou  | 27                      | Czwórki mężczyzn | 51.45       | 19          | 52.15       | 24          | 52.03       | 22          | 51.95       | 22          | 3:27.58 | 22      |
| Chen Chin-san  | 21                      | Czwórki mężczyzn | 51.45       | 19          | 52.15       | 24          | 52.03       | 22          | 51.95       | 22          | 3:27.58 | 22      |

### Biegi narciarskie
| Zawodnik        | Wiek (w czasie igrzysk) | Konkurencja                | Wynik     | Wynik   |
| Zawodnik        | Wiek (w czasie igrzysk) | Konkurencja                | Czas      | Miejsce |
| --------------- | ----------------------- | -------------------------- | --------- | ------- |
| Mężczyźni       |                         |                            |           |         |
| Wang Chi-hing   | 23                      | Bieg indywidualny mężczyzn | 1'03:17.0 | 83      |
| Chang Kun-shung | 22                      | Bieg indywidualny mężczyzn | 1'02:57.7 | 81      |
| Ueng Ming-yih   | 31                      | Bieg indywidualny mężczyzn | 1'00:10.6 | 80      |

### Saneczkarstwo
| Zawodnik        | Wiek (w czasie igrzysk) | Konkurencja      | 1. przejazd | 1. przejazd | 2. przejazd   | 2. przejazd | 3. przejazd | 3. przejazd | 4. przejazd | 4. przejazd | Suma          | Suma    |
| Zawodnik        | Wiek (w czasie igrzysk) | Konkurencja      | Czas        | Miejsce     | Czas          | Miejsce     | Czas        | Miejsce     | Czas        | Miejsce     | Czas          | Miejsce |
| --------------- | ----------------------- | ---------------- | ----------- | ----------- | ------------- | ----------- | ----------- | ----------- | ----------- | ----------- | ------------- | ------- |
| Mężczyźni       |                         |                  |             |             |               |             |             |             |             |             |               |         |
| Sun Kuang-ming  | 23                      | Jedynki mężczyzn | 50.090      | 29          | 48.080        | 25          | 49.174      | 28          | 47.946      | 23          | 3:15.290      | 25      |
| Kobiety         |                         |                  |             |             |               |             |             |             |             |             |               |         |
| Teng Pi-hui     | 22                      | Jedynki kobiet   | 43.579      | 18          | 43.280        | 17          | 44.107      | 20          | 46.512      | 23          | 2:57.478      | 21      |
| Chuang Lai-chun | 23                      | Jedynki kobiet   | 44.093      | 22          | Nie ukończyła | –           | –           | –           | –           | –           | Nie ukończyła | –       |